# Леппянен, Линда
Ли́нда Леппянен (фин. Linda Leppänen; род. 31 мая 1990, Юлёярви, Хяме), урождённая Вя́лимяки (фин. Välimäki) — финская хоккейная нападающая и тренер. В составе сборной Финляндии бронзовый призёр Олимпийских игр в Ванкувере и Пхенчхане.

## Биография

### Семья
Была в отношениях с хоккеистом Йессе Ихалайненом (род. 1986). Муж — хоккеист и тренер Юкка-Пекка Леппянен (род. 1989), дочь Аада, сын Элмо, Элси.

### Карьера
- Чемпионка Финляндии сезонов 2005/2006, 2009/2010, 2012/2013, 2013/2014, 2014/2015[6].
- Лучший бомбардир по шайбам (приз Тии Реймы) сезонов 2009/2010, 2013/2014, 2014/2015, 2015/2016, 2016/2017, 2017/2018[6].
- Член символической сборной сезонов 2008/2009, 2009/2010, 2012/2013, 2013/2014, 2014/2015, 2015/2016, 2016/2017, 2017/2018[6].
- Лучший бомбардир по очкам (приз Марианны Илахайнен) сезонов 2009/2010, 2013/2014, 2014/2015, 2015/2016, 2016/2017, 2017/2018[6].
- Лучший нападающий (призы Кати Риипи) сезонов 2009/2010, 2013/2014, 2014/2015, 2016/2017[6].
- Самый ценный игрок плей-офф (приз Каролиины Рантамяки) сезонов 2009/2010, 2013/2014[6].
- Бронзовый призёр Олимпийских игр 2010 и 2018 годов[6][7].
- Бронзовый призёр чемпионатов мира 2015 и 2017 годов.